# Central Coast Roadrunners
I Central Coast Roadrunners erano una società calcistica statunitense. Fondati nel 1996, i Roadrunners militarono nella Premier Development League (PDL) fino al 2002, anno in cui vennero sciolti. Il loro posto nella lega venne preso dal Fresno Fuego. I Roadrunners furono una delle squadre californiane di maggior successo della PDL, campionato che vinsero nel 1996 e nel 1997.
I Central Coast Roadrunners giocavano le gare interne al Mustang Stadium di San Luis Obispo (California).

## Risultati anno per anno
| Anno | Divisione | League     | Reg. Season      | Playoff                  | Open Cup        |
| ---- | --------- | ---------- | ---------------- | ------------------------ | --------------- |
| 1996 | "4"       | USISL Prem | 1° Western South | Campione                 | Non qualificato |
| 1997 | "4"       | USL PDSL   | 2° Southwest     | Campione                 | 3º turno        |
| 1998 | "4"       | USL PDSL   | 4° Southwest     | Non qualificato          | Non qualificato |
| 1999 | "4"       | USL PDL    | 2° Southwest     | Semifinale di Conference | Non qualificato |
| 2000 | "4"       | USL PDL    | 2° Southwest     | Non qualificato          | Non qualificato |
| 2001 | "4"       | USL PDL    | 3° Southwest     | Non qualificato          | 2º turno        |
| 2002 | "4"       | USL PDL    | 5° Southwest     | Non qualificato          | Non qualificato |

## Palmarès

### Competizioni nazionali
- United Soccer Leagues Premier Development League: 2

1996, 1997